# Кривава неділя (1921)
Кривава неділя (італ. Domenica di sangue, нім. Bozner Blutsonntag) — провокація італійських чорносорочечників в Больцано 24 квітня 1921 року на святі весни (нім. Frühjahrsmesse), одна з перших акцій по Італьянізації Південного Тіролю.
Відразу після початку традиційного костюмованого параду, близько 400 італійських фашистів, які приїхали з різних регіонів країни, під командуванням Акілле Стараче, з холодною та вогнепальною зброєю, а також використовуючи гранати, напали на колону Південнотірольскої Конфедерації Профспілок.
В ході акції було поранено 45 людей, з них 5 — дуже серйозно. Втручання в події армії було запізнілими і лише допомогло фашистам сховатися. Незважаючи на спробу генерального комісара провінції Луїджі Кредаро і голови ради міністрів Джованні Джолітті почати розслідування цієї події, нічого зроблено не було.